# Les Ponts-de-Martel
Les Ponts-de-Martel és un municipi suís del cantó de Neuchâtel, situat al districte de Le Locle.